# Testamento de Pedro Enríquez de Castilla

Escudo de armas del conde Pedro Enríquez de Castilla.

El testamento del conde Pedro Enríquez de Castilla es el documento en el que este magnate castellano, que fue conde de Trastámara, Lemos, Sarria, Viana y El Bollo y también señor, entre otras muchas villas, de Traba y Castro Caldelas, consignó sus últimas voluntades.
Este noble, que era hijo ilegítimo de Fadrique Alfonso de Castilla, maestre de la Orden de Santiago, y nieto del rey Alfonso XI de Castilla, fue también condestable de Castilla, pertiguero mayor de Santiago, comendero mayor de los obispados de Mondoñedo y Lugo y de numerosos monasterios gallegos, como el de Santa María de Meira y San Juan de Poyo, lo que le convertía en el magnate «más poderoso» o «gran señor de Galicia».

## Fragmentos conservados
Los únicos fragmentos del mismo que han llegado hasta nuestros días son los que consignó el historiador fray Malaquías de la Vega, que pudo contemplar el testamento antes de que un devastador incendio destruyera buena parte del antiguo archivo de los condes de Lemos. Y Eduardo Pardo de Guevara y Valdés señaló que en ellos queda patente el deseo del testador de manifestar la «magnanimidad con que se había conducido durante sus últimos años, que sin duda fueron los más brillantes y venturosos de su trayectoria como gran señor de Galicia».

## Disposiciones testamentarias

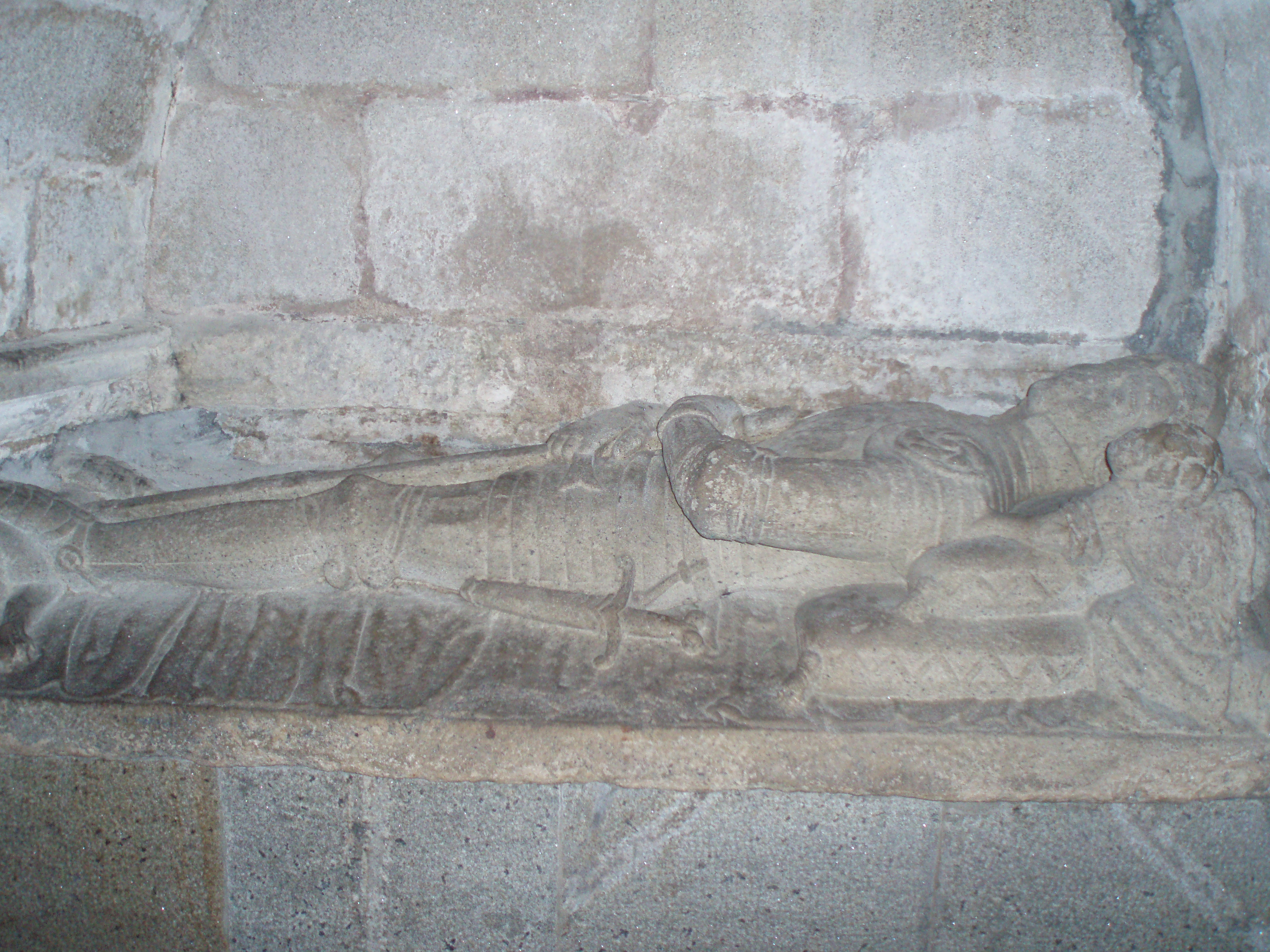
Sepulcro que según la mayoría de los historiadores contiene los restos mortales del conde Pedro Enríquez. (Iglesia de San Pedro de Lugo).

El 29 de abril de 1400, en la ciudad de Orense, y tres días antes de su muerte, el conde otorgó testamento. Y su primera disposición fue que su cadáver recibiera sepultura en una capilla que había fundado en el convento de San Francisco de Villafranca del Bierzo, y en la que deberían hacerle una sepultura «solemne e honrada». Y para ese fin legó al convento 200.000 maravedís que quedarían unidos a otros 2.000 que había donado anteriormente al mismo procedentes del portazgo de la villa de Villafranca de Valcárcel, de la que el conde era señor, aunque Franco Silva señaló que el conde legó a ese convento 100.000 maravedís. Pero a pesar de lo anterior, otros autores aseguran que el conde deseaba enterrarse en el convento de San Francisco de Lugo, donde finalmente recibiría sepultura, y afirman que no sólo lo deseaba como lugar de enterramiento para sí mismo sino también para los miembros de su familia y «otros nobles relacionados con él», siendo además el conde posiblemente el primer titular del patronazgo de la capilla mayor de los franciscanos de Lugo, cuyas obras financió y donde deseaba que descansaran sus restos, aunque también costeó según algunos autores la mayor parte de la iglesia conventual y del convento y su propia sepultura. Y Pérez Martínez añadió que, como era usual en aquella época, el conde posiblemente dejó a los franciscanos de Lugo los fondos necesarios para que prosiguieran las obras de su convento, que también fue beneficiado por su hijo y heredero Fadrique Enríquez y posteriormente por los condes de Lemos.

El conde designó como heredero universal en su testamento a su hijo Fadrique Enríquez, legó 30.000 maravedís a Leonor Enríquez, que era hija ilegítima suya y estaba casada con Juan de Novoa, aunque otros aseguran que fue una de sus hijas legítimas, y a su hermano o hermanastro Alfonso Enríquez, que pocos años después sería el primer almirante de Castilla del linaje de los Enríquez, le legó 100.000 maravedís. Y el testador también dispuso que su hijo Fadrique debería hacerse cargo de sus criados y defenderlos y beneficiarlos bajo pena de perder su «bendición», y al resto de sus hombres de armas, criados y escribanos, cuyos nombres figuraban en el testamento, les legó pequeñas cantidades de dinero que oscilaron según el comportamiento y los «merecimientos» de cada uno de ellos. Y a su capellán y albacea testamentario, llamado Alonso, le legó cierta suma de dinero y pidió a su hijo Fadrique que suplicara al rey que se le concediera el obispado de Orense o el de Tuy, ya que el monarca le había prometido este último para ese individuo.

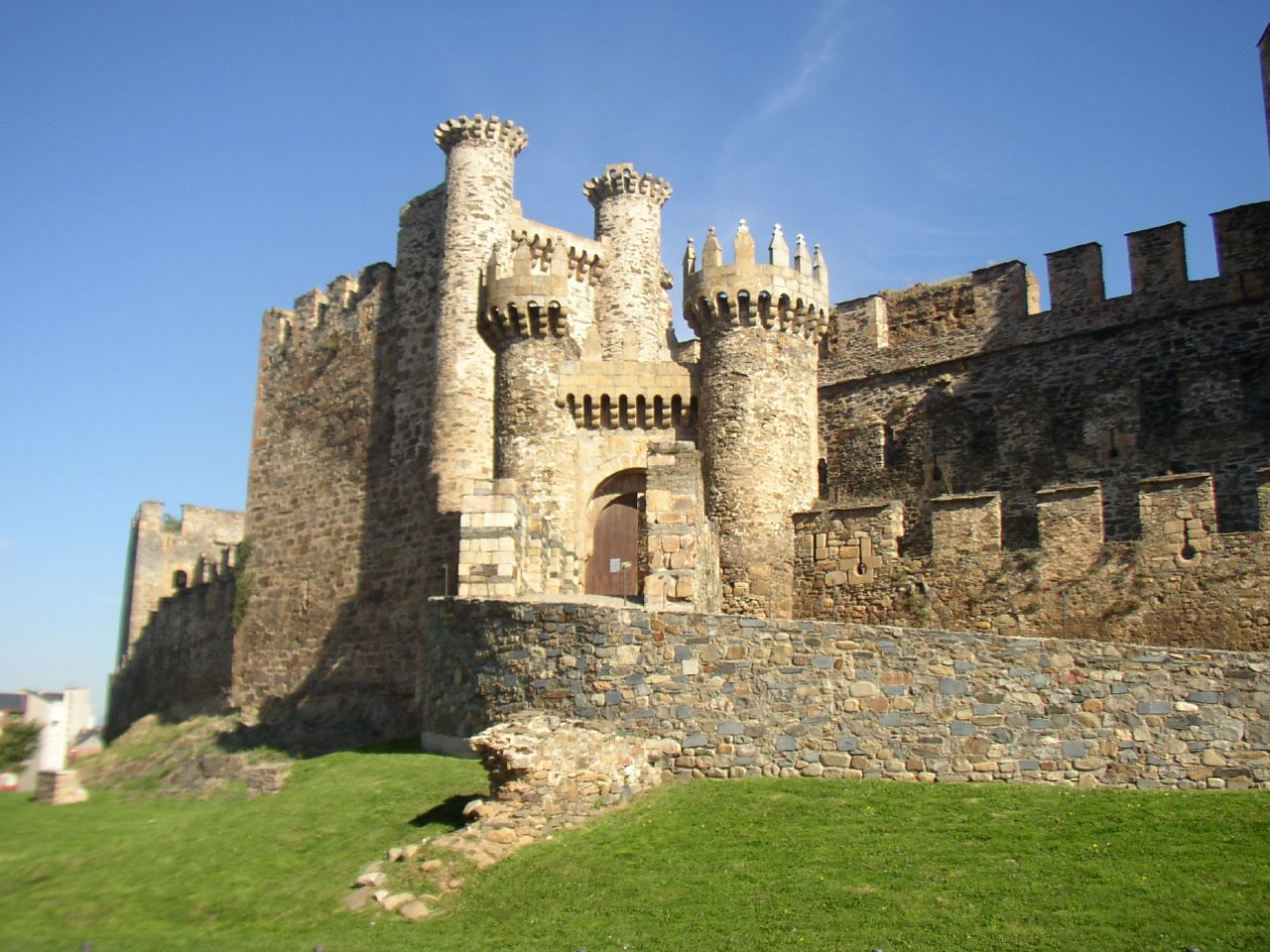
Entrada principal al castillo de Ponferrada. (Provincia de León).

Pero el nombramiento de Fadrique Enríquez como heredero universal de los bienes del conde supuso la «postergación», como señaló Pardo de Guevara y Valdés, de su esposa Isabel de Castro, a la que sólo legó la villa de Chantada, y la fortaleza de Arcos, que está situada muy cerca de esa villa, y aunque este punto no tiene, en opinión de dicho historiador, una excesiva importancia, sí viene a confirmar nuevamente que las posesiones que los miembros de la Casa de Castro tenían en Galicia no fueron a parar a manos del conde Pedro Enríquez por su matrimonio con Isabel, que es la tesis tradicionalmente defendida por numerosos autores, sino por la concesión que Enrique II le otorgó de los títulos de conde de Trastámara, Lemos y Sarria, aunque ciertamente, como indicó ese autor, su matrimonio con Isabel podría considerarse como «una especie de legitimación histórica» para la posesión de esos lugares. Pero este punto tampoco fue bien explicado por fray Malaquías de la Vega, ya que sus argumentos se basaban en la creencia errónea de que Isabel de Castro fue hija del célebre conde Fernán Ruiz de Castro, aunque en realidad era hija de su hermanastro, el conde Álvar Pérez de Castro.
Las deudas que el conde tenía pendientes de abonar deberían pagarse, según su deseo, con sus «bienes libres», y dispuso que debería desembargarse una iglesia «que le tenía tomada» a Vasco Mosquera, uno de los caballeros más fieles de su entorno, y al mismo tiempo comunicó a este noble que su hijo Fadrique o su hermano o hermanastro, Alfonso Enríquez, se asegurarían de que mantuviera la propiedad sobre dicha iglesia. Y el conde dejó también «desembargadas» a la archidiócesis de Santiago de Compostela las tierras y la fortaleza de la Barreira, de las que él había sido comendero, aunque antes de proceder a su devolución el arzobispo debería satisfacer las deudas que tenía contraídas con el conde.
Las villas de Ponferrada y de Villafranca de Valcárcel, que pertenecían al conde y están situadas en la actual provincia de León, deberían pasar a manos de Leonor de Alburquerque, que era hija del conde Sancho de Castilla y a la que adeudaba una suma de 200.000 maravedís. Y el conde también ordenó que a Leonor de Alburquerque «se le desembargase» el castro y la villa de Valdeorras, que habían sido adquiridos por él con los fondos que esa dama le había prestado. Y ese préstamo al conde Pedro demuestra que las relaciones entre él y Leonor de Alburquerque debían ser muy «cordiales», como señaló Muñoz Gómez, ya que eran parientes y el conde era primo segundo por parte paterna del esposo de Leonor, el infante Fernando de Castilla,
Y según lo dispuesto por el conde en su testamento, las villas leonesas de Ponferrada y Villafranca de Valcárcel quedarían en manos de Leonor de Alburquerque en tanto durase su vida, aunque a su muerte deberían pasar a manos de Fadrique Enríquez, el heredero universal del conde, aunque este último ya contempló la posibilidad de que si Fadrique entregaba a Leonor de Alburquerque la suma de 200.000 maravedís recuperaría ambas villas «libremente».

## La muerte del conde
Pedro Enríquez de Castilla falleció el 2 de mayo de 1400 «en sus casas» de la ciudad de Orense, y fray Malaquías de la Vega señaló que el día 22 de mayo de ese mismo año el rey Enrique III de Castilla confirmó a su hijo y heredero principal, Fadrique Enríquez, el título de conde de Trastámara, y también que este último intentó apoderarse de la villa de Villafranca de Valcárcel, que era de su padre. y basó sus afirmaciones, como señaló Muñoz Gómez, en numerosos documentos desaparecidos del antiguo archivo de los condes de Lemos.